# Nearchaster pedicellaris
Nearchaster pedicellaris är en sjöstjärneart som först beskrevs av Fisher 1910.  Nearchaster pedicellaris ingår i släktet Nearchaster och familjen nålsjöstjärnor.

## Underarter
Arten delas in i följande underarter:
- N. p. pedicellaris
- N. p. vagans